# 533
Cette page concerne l'année 533  du calendrier julien. Pour l'année 533 av. J.-C., voir 533 av. J.-C. Pour le nombre 533, voir 533 (nombre).
L'année 533 est une année commune qui commence un samedi.

## Événements
- 2 janvier : début du pontificat de Jean II Mercure (Mercurius) (fin en 535)[1]. Mercurius, porteur d’un nom païen, inaugure l’usage pour les papes de prendre un nouveau nom à leur avènement.
- Juin, guerre des Vandales : Bélisaire quitte Constantinople avec une armée de 15 000 hommes et une flotte de 92 dromons[2].
- 23 juin : concile d'Orléans[3].
- 13 septembre : victoire de Bélisaire et des Byzantins sur le roi des Vandales Gélimer à l’Ad Decimum, au sud-ouest de Carthage[4].
- 15 septembre : prise de Carthage par Bélisaire[4].
- 21 novembre : publication des Institutes, manuel destiné à l’étude du droit dans l'empire byzantin[2].
- 15 décembre :
  - Bataille de Tricaméron (Tricamarum) près de Carthage : victoire définitive des armées de  l'Empire romain d'Orient sous les ordres du général Bélisaire sur celles des Vandales commandées par le roi Gélimer et son frère Tzazon qui est tué[5].
  - Promulgation à Constantinople des «Pandectes», recueils de lois connus sous leur nom latin de «Digeste» ou Code Justinien, compilation du droit romain, réalisée à la demande de l'empereur d'Orient Justinien, pour l'adapter aux exigences du droit du VIe siècle[2].
- 30 décembre : entrée en vigueur du Code Justinien[6].

- Campagne de Thibert, fils de Thierry Ier, en Septimanie. Il prend Rodez, Lodève, une partie du Biterrois, puis avance vers le Rhône, prend Uzès et assiège Arles quand il apprend que son père est mourant[7].

## Naissances en 533
Pas de naissance connue.

## Décès en 533
- 13 janvier : Rémi, évêque de Reims.
- Ammatas, Evagès, Gibamond, Hoamer et Tzazo, princes vandales.
- Goda, usurpateur vandale.
- Hildéric, roi des Vandales.